# Юй (шаньюй)
Юй (кит. трад. 輿, упр. 舆, пиньинь Yú, тронное имя Худуэрши Дао-гао Жоди кит. упр. 呼都而尸道皋若鞮, пиньинь Hūdū'érshī Dàogāo Ruòdī) — шаньюй хунну с 18 года по 46 год.
Воспользовавшись гражданской войной в Китае, совершил много удачных походов. Хотел усилить хунну как Модэ. Убил Чжясы — законного наследника, чтобы привести к власти своих сыновей.

## Правление
Желая получить подарки, отправил цзюйцюя Шэ с дарами Ван Ману в Чанъань. Ван Ман послал хоцзинхоу Ван Хо, который должен был на укреплённой линии Чжелусай встретиться с Шэ и силой привезти Юньдана в Чанъань. Юньдана схватили, привезли в Чанъань, где Ван Ман объявил его шаньюем Сюйбу. Планировалось собрать армию, вторгнуться в земли хуннов, сбросить Юя и поставить марионеточного шаньюя Сюйбу. Но пока Ван Ман пытался собрать армию в ослабленном Китае, хунну с большим ожесточением стали нападать на границу. Сюйбу заболел и умер. Ван Ман женил князя Шэ на своей побочной дочери Лулу Жэнь и планировал сделать его шаньюем. Этим планам не суждено было сбыться, в 23 году восставшие взяли Чанъань и казнили Ван Мана.
Хунну практически безнаказанно грабили северную границу, но вскоре там стало нечего грабить, а вторгаться в центральные районы они боялись. Сына Учжулю князя Би шаньюй назначил югяньжичжо для управления ухуанями. Юй договорился с Лу Фаном, который выдавал себя за потомка императорского дома и пытался захватить престол. В 26 Гуан У-ди отправил гуйдэхэу Цзунь И и дасымахуцзюня Чэнь Цзуня вернуть шаньюю прежнюю печать, и передать родственников Сюйбу. Шаньюй не спешил возрождать вассалитет указывая, что ханьская династия теперь обязана хунну, которые сражались c Ван Маном. В 30 году состоялся обмен посольствами и дарами, одно из посольств возглавлял князь Лю Лин, другое опытный в хуннских делах Хань Тун. Но Юй упорствовал и сравнивал себя с Модэ. Поход У Ханя против хунну закончился неудачей, между тем хунны нападали всё чаще. В 37 хунны напали на Хэдун и власти не имея сил отбить их стали переселять жителей из областей Ючжеу и Бинчжэу на восток, где стояли крепости Чаншаньгуань и Цзюйюнгуань, хунны заселяли брошенные земли. Ханьские войска по возможности укрепляли гарнизоны и установили систему сигнальных огней.
Юй был довольно жадным, видя, что от Лу Фана нет никакой пользы, он в 40 году выдал его китайцам, рассчитывая на подарки. Лу Фан сказал, что сдался по собственной воле, и шаньюй ничего не получил. Вскоре Лу Фан бежал к хуннам и умер в 42 году. Озлобленный Юй приказал хуннам заходить в Китай ещё глубже. В 44 набеги на Шандан, Фуфэн и Тяньшуй, в 45 году на Шангу и Чжуншань, на северной границе не было ни одного спокойного года.
Юй беспокоился из-за Чжясы, сына Хуханье и Ван Цинь, который вырос и должен был стать наследником. Юй желал передать престол своему сыну Удадихоу и поэтому избил Чжясы. Убийство встревожило князя Би, который был внуком Хуханье и теперь законным наследником, что было для него угрозой. Би перестал показываться на глаза шаньюю и Юй приказал следить за ним.
В 46 Юй скончался на 28 году правления.